# Christian Albrecht Jensen

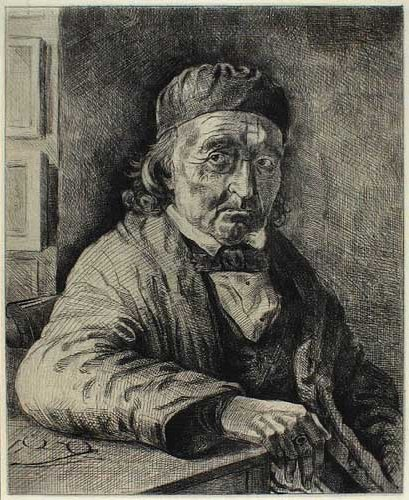
Christian Albrecht Jensen, porträtiert von Frederik Peter Grünwaldt (1840–1923)

Christian Albrecht Jensen (* 26. Juni 1792 in Bredstedt, Nordfriesland; † 13. Juli 1870 in Kopenhagen) war ein dänischer Maler und Porträtist. In Dänemark gehören die Bilder Jensens zum allgemeinen Kulturgut. Er gilt als Repräsentant des dänischen Goldenen Zeitalters der Malerei.

## Leben
Sein Vater war Boy Jenasen, ein Handschuhmacher, und seine Mutter war Maria Magdalena, geborene Jessen. 1810 begann er ein Studium bei Christian August Lorentzen an der Königlich Dänischen Kunstakademie Kopenhagen. 1818 reiste er nach Rom und erhielt dabei Kontakt zum dänischen Bildhauer Bertel Thorvaldsen. 1823 kehrte er zurück nach Kopenhagen, wo er Cathrine Lorenzen heiratete. Ab 1832 war er als Kopist in der Gemäldesammlung der dänischen Königsfamilie auf Schloss Frederiksborg tätig.
Von ihm stammt das bekannteste Porträt von Carl Friedrich Gauß, das er im Sommer 1840 in Göttingen im Auftrag des russischen Zaren für das Pulkowo-Observatorium anfertigte und von dem mehrere Kopien existieren, drei blieben kurz nach Anfertigung in Göttingen bei drei Freunden von Gauß. Eine spätere Kopie von Gottlieb Biermann (1887) kam ins Göttinger Observatorium.

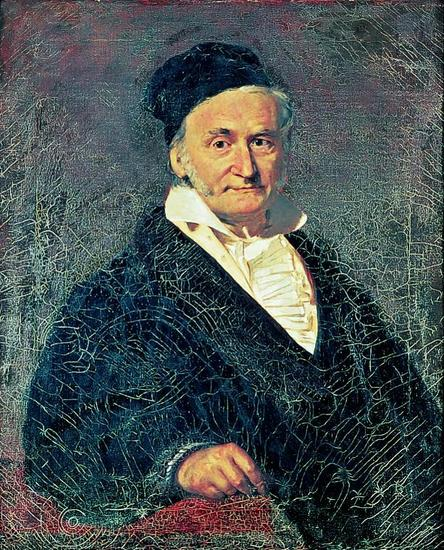
Gauß-Porträt von Jensen 1840 im Pulkowo-Observatorium